# IC 1716
IC 1716 је појединачна звијезда у сазвјежђу Кит која се налази на листи објеката дубоког неба у Индекс каталогу.
Деклинација објекта је - 12° 18' 28" а ректасцензија 1h 33m 26,8s.